# Soňa Štroblová
Soňa Štroblová (* 31. července 1952) je česká publicistka, spisovatelka a vysokoškolská pedagožka. Vystudovala obor televize na Fakultě žurnalistiky Univerzity Karlovy. Mezi její nejznámější televizní projekty patří například Možná přijde i kouzelník, Zajíc v pytli nebo Šest ran do klobouku, na kterých se podílela jako hlavní dramaturg televizní zábavy. Léta vyučovala médiální vědy na Univerzitě Jana Amose Komenského Praha a Filmové akademii Miroslava Ondříčka. Je autorkou i vlastních skript Film a televize jako audiovizuální zprostředkování světa. Nyní působí na Střední škole multimediální tvorby U2B. Mezi její literární tvorbu patří populární knihy Bleděmodrý kaviár, Sametoví vrazi, Hra o holčičku, Život ve stínu slavného rodu Steimarů, Tvář či Estetická medicína a krása člověka.